# 大倉修吾の縁歌劇場
大倉修吾の縁歌劇場（おおくらしゅうごのえんかげきじょう）は、新潟放送（BSNラジオ）で2007年4月から2011年3月まで毎週金曜日9:00 - 12:00に放送されたラジオ番組である。

## 概要
2007年3月29日で終了した帯番組『ミュージックポスト』の内容をほぼ引き継ぎ、週1回の番組としたもの。ラジオ第1スタジオからの公開生放送形態も継続された。『ミュージックポスト』の放送終了時は月曜から木曜の放送だったが、本番組開始により、金曜日の番組としては3年ぶりの復活となった。
2011年3月25日をもって番組を終了し、同時に『ミュージックポスト』から40年余りにわたる大倉修吾の生放送番組が終了し、BSNラジオレギュラーの公開生放送番組もこの終了をもって消滅した。

## パーソナリティ
- 大倉修吾

アシスタント
- 佐々木美佳子（2007年4月-2009年3月）
- 横山未来（2009年4月-2011年3月）

## 内包コーナー
- 9:35 - 母の愛を聞かせてよ
- 10:00 - 青春の詩
- 11:00 - なんだかんだで一直線
- 11:20 - 純喫茶・谷村新司（文化放送からのテープネット）
- 11:35 - ランチリクエスト（ニッポン放送からCMのみネット）